# Flosculomyces floridaensis
Flosculomyces floridaensis är en svampart som beskrevs av B. Sutton 1978. Flosculomyces floridaensis ingår i släktet Flosculomyces, divisionen sporsäcksvampar och riket svampar.   Inga underarter finns listade i Catalogue of Life.